# Петербургское дерби
Петербургское дерби (Ленинградское дерби) — футбольное дерби между петербургскими командами «Динамо» и «Зенит». В тридцати двух матчах «Зенит» одержал над динамовцами 16 побед и 10 раз проиграл. Шесть матчей завершились вничью. По разности мячей (59-48) зенитовцы также опережают оппонентов.
В «Динамо» играли сразу три известных спортивных телекомментатора — Виктор Набутов, Владимир Перетурин и Геннадий Орлов. Последний также поиграл в «Зените».

## История

### Чемпионат
В октябре 1938 год на стадионе имени В. И. Ленина (ныне — «Петровский») команды впервые встретились в рамках чемпионата страны. «Сталинец» (будущий «Зенит») в упорной борьбе одержал победу — 4:3.
Игра чемпионата СССР в июле 1950 года между «Зенитом» и «Динамо» стала матчем открытия нового стадиона имени С. М. Кирова. Команды забили друг другу по одному мячу.

### Кубок
В Кубке страны клубы встречались семь раз, но только четыре матча состоялись на берегах Невы.
В 11 июля 1947 году игра прошла в Москве — в том розыгрыше все матчи, начиная со стадии 1/4 финала, проводились в столице. Ещё дважды команды играли матчи в южных городах (Сочи и Гаграх), потому что газоны в Ленинграде были не готовы.
Первый раз в этом турнире команды сыграли в Ленинграде 25 мая 1965 года на стадионе имени Кирова в присутствии более ста тысяч зрителей. В составе «Динамо» тогда играл вице-чемпион Европы Геннадий Еврюжихин. Он открыл счет на 2-й минуте. Передачу ему сделал Макадест Кузяев, брат деда Далера Кузяева, впоследствии — игрока «Зенита».
В 1972 году команды встречались два раза на стадии 1/8 Кубка страны. Первая игра 11 марта прошла в Сочи, а вторая 15 марта в Гаграх. В этих матчах вратарь «Динамо» Владимир Решетников дважды не смог отразить пенальти в исполнении Павла Садырина.
Самым результативным игроком кубкового противостояния является Владимир Кулик. 8 мая 1993 года на запасном поле стадиона имени Кирова 21-летний нападающий за 25 минут сумел отличиться трижды. «Зенит» разгромил «Динамо» со счётом 7:1, этот матч стал самым результативным за всю историю кубкового ленинградского дерби.
13 июля 2010 года «Зенит» «гостил» на стадионе «Петровский» и победил 3:1.
21 сентября 2017 года «Зенит» проиграл «Динамо» в матче 1/16 финала Кубка России в «гостевом» матче на стадионе «Санкт-Петербург» 2:3 в дополнительное время.

## Список матчей
| №  | Дата             | Турнир                    | Хозяева  | Гости           | Счёт        | Стадион                    | Зрители | Голы                                                                                                 |
| -- | ---------------- | ------------------------- | -------- | --------------- | ----------- | -------------------------- | ------- | --- |
| 1  | 3 ноября 1938    | Чемпионат СССР            | Динамо   | Сталинец        | 3:4         | Стадион имени Ленина       | 7 000   | А. И. Фёдоров '27, Дементьев '53, Быков '77 — В. Шелагин '42, Ал. Ларионов '54, Ласин '64, Мишук '83 |
| 2  | 23 июля 1939     | Чемпионат СССР            | Сталинец | Динамо          | 2:0         | Стадион имени Ленина       | 15 000  | Зябликов '7, В. Шелагин '65                                                                          |
| 3  | 27 октября 1939  | Чемпионат СССР            | Динамо   | Сталинец        | 1:2         | Стадион имени Ленина       | 10 000  | Алов '14 — Ласин '10, В. Шелагин '33 (п)                                                             |
| 4  | 26 июня 1940     | Чемпионат СССР            | Динамо   | Зенит           | 2:1         | Стадион имени Ленина       | 25 000  | Быков '35, Медведев '86 (авт.) — В. Шелагин '16                                                      |
| 5  | 6 октября 1940   | Чемпионат СССР            | Зенит    | Динамо          | 2:1         | Стадион имени Ленина       | 10 000  | В. Шелагин '43, Сорокин '78 — Бизюков '9                                                             |
| —  | 12 июня 1941     | Чемпионат СССР            | Зенит    | Динамо          | 0:2 (анн.)  | Стадион имени Ленина       | 20 000  | А. И. Фёдоров '55, Вал. Фёдоров '89                                                                  |
| 6  | 27 июня 1945     | Чемпионат СССР            | Динамо   | Зенит           | 3:2         | Динамо                     | 12 000  | А. И. Фёдоров '8, '38, Сазонов '23 — Сальников '34, Чучелов '35                                      |
| 7  | 2 сентября 1945  | Чемпионат СССР            | Зенит    | Динамо          | 2:0         | Динамо                     | 20 000  | Лемешев '46 (авт), Сальников '51                                                                     |
| 8  | 2 июня 1946      | Чемпионат СССР            | Зенит    | Динамо          | 1:3         | Динамо                     | 18 000  | А. А. Фёдоров '21 — Викторов '50, А. И. Фёдоров '81, Архангельский '86                               |
| 9  | 13 августа 1946  | Чемпионат СССР            | Динамо   | Зенит           | 2:3         | Динамо                     | 20 000  | Архангельский '65, Богомолов '77 — Левин-Коган '4, Комаров '49, Селиванов '70                        |
| 10 | 2 июля 1947      | Чемпионат СССР            | Зенит    | Динамо          | 2:1         | Динамо                     | 20 000  | Смирнов '21, Комаров '29 — Ошенков '70                                                               |
| 11 | 11 июля 1947     | Кубок СССР, 1/4           | Динамо   | Зенит           | 1:0         | Динамо, Москва             | 20 000  | А. А. Фёдоров '83                                                                                    |
| 12 | 27 июля 1947     | Чемпионат СССР            | Динамо   | Зенит           | 0:1         | Динамо                     | 25 000  | Смирнов '67                                                                                          |
| 13 | 12 июня 1948     | Чемпионат СССР            | Динамо   | Зенит           | 4:2         | Динамо                     | 20 000  | Горохов '11, Цыбин '32, '55, Корнилов '75 — Кравец '42, '61                                          |
| 14 | 29 июля 1948     | Чемпионат СССР            | Зенит    | Динамо          | 0:1         | Динамо                     | 20 000  | Лотков '48                                                                                           |
| 15 | 8 мая 1949       | Чемпионат СССР            | Динамо   | Зенит           | 0:0         | Динамо                     | ?       | |
| 16 | 2 августа 1949   | Чемпионат СССР            | Зенит    | Динамо          | 3:2         | Динамо                     | ?       | Левин-Коган '40, Комаров '48, Коротков '87 — Лотков '32, Викторов '?                                 |
| 17 | 7 мая 1950       | Чемпионат СССР            | Динамо   | Зенит           | 4:0         | Динамо                     | 25 000  | Чучелов '10, '18, Зонин '29, Тенягин '68                                                             |
| 18 | 30 июля 1950     | Чемпионат СССР            | Зенит    | Динамо          | 1:1         | Стадион имени Кирова       | 100 000 | Пшеничный '69 — Чучелов '4                                                                           |
| 19 | 2 мая 1951       | Чемпионат СССР            | Динамо   | Зенит           | 2:4         | Стадион имени Кирова       | 100 000 | Чучелов '46, Колобов '62 — Коротков '20, Марютин '26, Комаров '48, '90                               |
| 20 | 8 июля 1951      | Чемпионат СССР            | Зенит    | Динамо          | 1:1         | Стадион имени Кирова       | 30 000  | Жилин '71 — Колобов '44                                                                              |
| 21 | май 1952         | Приз Всесоюзного комитета | Зенит    | Динамо          | 3:3         | Стадион имени Кирова       | ?       | Н. Павл./Петр. Смирнов '12, Иванов '44 (пен.), Кравец '87 — Бондаренко '61, Колобов '?, '76          |
| 22 | 14 августа 1952  | Чемпионат СССР            | Динамо   | Зенит           | 1:2         | Стадион имени Кирова       | ?       | Цветков '43 — Марютин '15, Н. Павл. Смирнов '42                                                      |
| 23 | 1 мая 1953       | Чемпионат СССР            | Динамо   | Зенит           | 0:1         | Стадион имени Кирова       | 100 000 | Иванов '43                                                                                           |
| 24 | 5 июля 1953      | Чемпионат СССР            | Зенит    | Динамо          | 1:2         | Стадион имени Кирова       | 60 000  | Самарин '76 — Бондаренко '25, '66                                                                    |
| 25 | 20 июня 1963     | Чемпионат СССР            | Динамо   | Зенит           | 1:1         | Стадион имени Кирова       | 40 000  | М. Кузяев '48 — Васильев '28                                                                         |
| 26 | 17 августа 1963  | Чемпионат СССР            | Зенит    | Динамо          | 1:1         | Стадион имени Кирова       | 18 000  | Кротков '19 — Степанов '61                                                                           |
| 27 | 25 мая 1965      | Кубок СССР, 1/16          | Динамо   | Зенит           | 2:1         | Стадион имени Кирова       | 100 000 | Еврюжихин '2, '80 — Бурчалкин '28 (пен.)                                                             |
| 28 | 11 марта 1972    | Кубок СССР, 1/8           | Зенит    | Динамо          | 2:0         | Центральный, Сочи          | 2 000   | Кох '22, Садырин '44 (пен.)                                                                          |
| 29 | 15 марта 1972    | Кубок СССР, 1/8           | Динамо   | Зенит           | 0:2         | Городской, Гагры           | 1 500   | Садырин '63 (пен.), В. Иванов '83                                                                    |
| 30 | 8 мая 1993       | Кубок России, 1/64        | Зенит    | Прометей-Динамо | 7:1         | Ст. им. Кирова (зап. поле) | 600     | Кулик '36, '43, 60, Зазулин '45, Зезин '70, Дмитриев '75, Левин '80 — Сюкало '25                     |
| 31 | 13 июля 2010     | Кубок России, 1/16        | Динамо   | Зенит           | 1:3         | Петровский                 | 10 500  | Рогов '53 (пен.) — Канунников '15 Розина '55, '59                                                    |
| 32 | 21 сентября 2017 | Кубок России, 1/16        | Динамо   | Зенит           | 3:2 (д. в.) | Санкт-Петербург            | 37 230  | Кулишев '37, '112 (п), Барсов '43 — Паредес '61, Полоз '62                                           |

## Трофеи
|                               | Зенит | Динамо |
| Обладатель Суперкубка УЕФА    | 1     | 0      |
| Обладатель Кубка УЕФА         | 1     | 0      |
| Чемпион СССР                  | 1     | 0      |
| Обладатель Кубка СССР         | 1     | 0      |
| Обладатель Суперкубка СССР    | 1     | 0      |
| Чемпион России                | 10    | 0      |
| Обладатель Суперкубка России  | 9     | 0      |
| Обладатель Кубка России       | 5     | 0      |
| Обладатель Кубка Премьер-лиги | 1     | 0      |
| Победитель первого дивизиона  | 0     | 0      |
| Победитель второго дивизиона  | 0     | 3      |
| Чемпион города                | 1     | 3      |
| ВСЕГО                         | 31    | 6      |